# Cmentarz w Ujsołach
Cmentarz w Ujsołach – cmentarz z początku XX wieku w Ujsołach w powiecie żywieckim, wpisany do rejestru zabytków nieruchomych województwa śląskiego.

## Historia
Cmentarz założono na początku XX wieku; jest wykorzystywany co najmniej od 1919 roku; ma charakter parafialnej nekropolii rzymskokatolickiej. Cmentarz został wpisany do wojewódzkiego rejestru zabytków nieruchomych (nr rej. A/929/2022 z 30.11.1989).

## Architektura
Cmentarz znajduje się przy ul. Beskidzkiej, na stoku wzniesienia, ma nieregularny kształt, jest otoczony polami uprawnymi. Zajmuje powierzchnię 0,81 ha. Znajduje się na nim kostnica, jego teren porastały stare dęby.
Na cmentarzu znajdowało się około 200 nagrobków (stan na 1984 rok). Najstarszy zachowany nagrobek pochodził z 1919 roku (stan na 1984 rok). Na cmentarzu pochowano m.in. Józefa Kotrysa (1922) i Mariannę Kręcichwost (1919).